# Admiral Bay
Admiral Bay ist eine Bucht im an der Westküste des australischen Bundesstaates Western Australia. In der Bucht liegt der Felsen Pinnacle Rock.
Admiral Bay ist 14,1 Kilometer breit und 3,3 Kilometer tief. Die Küstenlänge beträgt 21 Kilometer.  Die Bucht wird von Tryon Point im Norden und Cape Frezier im Süden begrenzt. Im Norden liegt die Bucht Lagrange Bay und im Süden Geoffroy Bay.